# Устав Србије из 1901.
Устав Краљевине Србије из 1901. године, био је пети по реду устав Србије, који је био на снази од 1901. до 1903. Устав се такође назива Априлски или Октроисани устав, јер га је наметнуо краљ Александар Обреновић, чиме је ојачан аутократски вид његовог политичког режима. После убиства краља Александра 1903. године, устав је стављен ван снаге усвајањем новог, либералнијег устава из 1903.

## Позадина
Краљ Милан Обреновић је абдицирао 22. фебруара 1889. године. Наследио га је малолетни син Александар, уместо кога је владало Намесништво: Јован Ристић, генерал Коста Протић и генерал Јован Белимарковић. Због сукоба око радикала и Намесништва у вези са трећим намесником након смрти генерала Протића, Намесништво је сменило радикалску владу, па је формирана влада либерала. Краљ Александар је 1. априла 1893. извршио државни удар прогласивши се пре времена за пунолетног. Док су радикали одобрили овакав потез либерали су били суздржани. Јануара 1894. у Србију се незаконито вратио стари краљ Милан. Наиме, Милан је са радикалима склопио договор по коме ће након абдикације отићи из земље и неће се више враћати сем у случају болести младог краља. Такође се одрекао члана Краљевског дома и српског држављанства. За узврат добио је три милиона франака, од којих је два милиона обезбедио руски император. Радикали су донели и посебан закон о томе како би обезбедили поштовање договора. Штампа је оштро нападала краља Милана због његовог мешања у власт. Штампа није смела да напада чланове Краљевског дома, али краљ Милан то није ни био, чак није био ни српски држављанин. Издат је указ (подзаконски правни акт) којим је суспендован закон о бившем краљу. Краљ Александар је 9. маја 1894. извршио други државни удар, обуставио је Устав Србије од 1888. године и вратио на снагу Устав Србије од 1869. године. Србију су потом потресли следећи догађаји: Ивањдански атентат 1899, женидба краља Александра са дворском дамом његове мајке Драгом Машин 1900, смрт краља Милана у Бечу 1901. године. После смрти Краља Милана, Краљ Александар је 6. априла 1901. год. Октроисао нови устав. Пред крај своје владавине, Александар је настојао да у своје комбинације увуче и радикалну странку. О овом уставу су се на двору договарали напредњаци и радикали с краљем Александром. Он се са радикалном странком договорио о једном новом Уставу. Тако да је Устав од 1901. године у ствари спој радикалских и напредњачких идеја. Он је представљао  средину између устава 1869. и 1888. год, умерену уставну монархију.

## Садржина Устава
Основна новина која се појављује у овом уставу јесте успостављање дводомног народног председништва са Сенатом као горњим домом, који је био сачињен од приближно две трећине постављених чланова и једне трећине изабраних сенатора. Можемо рећи да је Сенат имао три категорије чланова:
1. По положају: престолонаследник (ако је пунолетан), архиепископ београдски и епископ нишки;
2. краљ је именовао 30 доживотних сенатора;
3. Београд, заједно са још 17 округа је бирало 18 сенатора

Устав је обезбеђивао тајност и непосредност уз високи цензус и за активно и за пасивно право бирања народних посланика и сенатора. Активно бирачко право имају особе старије од 21 годину које плаћају порез од бар 45 динара. Пасивно бирачко право имају особе старије од 40 година које плаћају порез од бар 200 динара.
Скупштина је организована по начелима Устава од 1888., што значи да је карактерисао низак цензус, непосредни избори и тајно гласање. У оваквој Скупштини је било сигурно да ће радикали имати већину, што је један од главних разлога зашто су и пристали на Устав од 1901. године. Међутим, како та њихова већина не би преовладала и постала свемоћна, установљен је управо Сенат како би је обуздавао. Сенат је био услов под којим је Александар дао Устав од 1901.
Народна скупштина је била састављена од 130 народних посланика. Избори којима су се народни посланици бирали били су, као што је већ поменуто, непосредни при чему је гласање било тајно. У овом случају, имовински цензус за активно бирачко право је био 15 динара непосредног пореза годишње, док је за пасивно бирачко право износио 60 динара.
Законодавна власт је била у рукама краља и оба дома Народног представништва. Народна Скупштина је прва имала увид у законске предлоге, које јој је у име краља подносила Влада. Како би дошло до усвајања неког закона, била је неопходна сагласност оба дома, а ако се одбије неки предлог закона у било ком дому и два пута се не изгласа, сматра се да је одбачен у том сазиву. Једино право на усвајање буџета је имала Народна Скупштина, а уколико она не би усвојила буџет , продужавана је важност прошлогодишњег буџета.
Овлашћења краља као шефа државе , носиоца извршне власти, али и учесника у законодавној власти нису наишла на промене, па су иста као и она што се налазе у уставу из 1888. године. Ово важи и за однос краља према Народном председништву који се односи на његово сазивање, одлагање и распуштање. Битна разлика, коју је важно уочити, јесте да се Сенат никада не распушта.
Априлски Устав је донео доста новина, међу којима се истиче наслеђивање престола. Наиме, овај Устав дозвољава краљевим женским потомцима право на престо у случају да мушких потомака нема.
Министри су били на челу државе. Њих је постављао и разрешавао краљ, а притом је и бирао једног од њих и именовао за председника Владе. Самим тим јасно је да су они за свој рад одговарали краљу, али и Народном представништву. Поред краљевог потписа и потпис министра се морао наћи на краљевим актима. Министар је том приликом преузимао одговорност за садржину акта. Министри нису могли бити истовремено и посланици односно сенатори, а одговарали су само кривично, под условима Устава од 1869. Тада би Народна скупштина подносила оптужбу против министра, а Сенат би му судио.
Државни савет је задржао својство највишег управног суда. Разлика у односу на претходни устав је у томе што је према новом Уставу његових 15 чланова постављао краљ из реда доживотних сенатора.
Овај Устав је свој траг оставио и по томе што је од територијалних јединица познавао само општину, која се уређивала према начелу самоуправе.
Народ,  који је био незадовољан овим Уставом као одговор на лични режим краља Александра, организује мартовске демонстрације 1903. год. На те демонстрације је краљ одговорио државним ударом 25. марта.  Он није хтео укинути Устав који је сам дао и који га је обезбеђивао по питању наслеђа престола и многим другим питањима, већ га је само за кратко време од непуних сат времена једним прогласом суспендовао, а другим вратио на снагу. За то кратко неуставно време краљ је  распустио Народну Скупштину и изабрани део Сената, а притом и укине више закона, међу којима су и  Закон о избору народних посланика, Закон о општинама и други. Краљ је дакле одустао од намераване ревизије устава, али је овим државним ударом успео да сву власт преузме у своје руке. Међутим, пре него што се Скупштина састала и пре него што су обављени избори за Сенат, 29. маја ноћу краља Александра и краљицу Драгу је убила једна завереничка група официра која је створена у атмосфери насталој после открића лажне трудноће, при чему је ауторитет краља скоро па нестао. Погибијом овог брачног пара угасила се и династија Обреновића.

## Исход Устава
Уставу је замерано на начину на који је донет; што не прокламује грађанска права и слободе; дводомна структура народног представништва; укидање Велике народне скупштине; прелазак законодавне и буџетске власти у руке Сената (који је под краљевим утицајем).